# كنولب
كنولب. ثلاث حكايات من حياة كنولب (بالألمانية: Knulp. Drei Geschichten aus dem Leben Knulps) رواية تشردية من تأليف الروائي الألماني هرمان هيسه، نُشرت للمرة الأولى في عام 1915 في ألمانيا، وكانت أشهر أعمال هيسه قبل نشره لروايته المقبلة «دميان» (Demian). قسم هيسه الرواية إلى ثلاث حكايات منفصلة تدور أحداثها حول الشخصية الرئيسية في الرواية «كنولب»، الذي يعيش حياته متشرداً.

## وصلات خارجية
- كنولب، على كتب جوجل.
- كنولب، على مشروع جوتنبرج.
- كنولب، على موقع أمازون.
- كنولب، على أرشيف الإنترنت.
- كنولب، على الفهرس العالمي.
- كنولب، على مكتبة جامعة هارفارد.
- كنولب، على جود ريدز.